# Suore oblate di Santa Teresa del Bambin Gesù
Le Suore Oblate di Santa Teresa del Bambin Gesù (in francese Sœurs Oblates de Sainte-Thérèse de l'Enfant-Jésus; sigla O.S.T.) sono un istituto religioso femminile di diritto pontificio.

## Storia

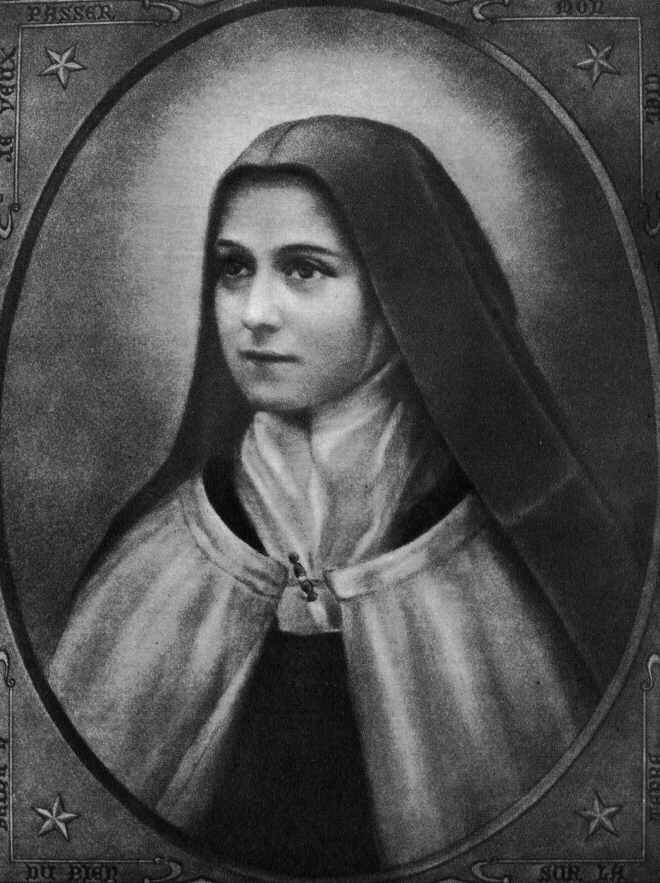
Santa Teresa del Bambin Gesù, titolare della congregazione

La congregazione fu fondata il 25 giugno 1924 a Chaillé-les-Marais dal sacerdote Gabriel Martin insieme con Béatrice Douillard (in religione, Maria Teresa della Misericordia).
L'erezione canonica della comunità in congregazione religiosa di diritto diocesano da parte di François-Marie Picaud, vescovo di Bayeux, ebbe luogo il 6 aprile 1933.
L'istituto ricevette il pontificio decreto di lode il 3 ottobre 1965.

## Attività e diffusione
Le suore si dedicano ai servizi di pellegrinaggio a Lisieux, all'aiuto a sacerdoti e missionari in seminari e case religiose, all'insegnamento del catechismo e alle opere parrocchiali, all'educazione, alla cura dei malati.
Oltre che in Francia, sono presenti in Centrafrica e Ciad; la sede generalizia è a Rocques, in diocesi di Bayeux.
Alla fine del 2015 l'istituto contava 120 religiose in 15 case.